# Hucho bleekeri
Hucho bleekeri är en fiskart som beskrevs av Kimura, 1934. Hucho bleekeri ingår i släktet Hucho och familjen laxfiskar. IUCN kategoriserar arten globalt som akut hotad. Inga underarter finns listade i Catalogue of Life.